# Clover Maitland
Clover Margaret Maitland (Maryborough, 14 maart 1972) is een Australisch hockeykeepster. 
In 1998 werd Maitland wereldkampioen.
Maitland werd in 1996 en 2000 olympisch kampioen.

## Erelijst
- 1995 –  Champions Trophy in Mar del Plata
- 1996 –  Olympische Spelen in Atlanta
- 1997 –  Champions Trophy in Berlijn
- 1998 –  Wereldkampioenschap in Utrecht
- 2000 –  Champions Trophy in Amstelveen
- 2000 –  Olympische Spelen in Sydney